# Condado de Scott (Minnesota)
O Condado de é um dos 87 condados do estado americano de Minnesota. A sede do condado é Shakopee, e sua maior cidade é Shakopee. O condado possui uma área de 955 km² (dos quais 31 km² estão cobertos por água), uma população de 89 498 habitantes, e uma densidade populacional de 97 hab/km² (segundo o censo nacional de 2000). O condado foi fundado em 1853.